# Interogație
Interogația sau întrebarea este o cerere specifică de informație formulabilă lingvistic. Întrebarea are un rol fundamental în comportamentul uman, ea indică o stare de curiozitate sau indecizie, o stare problemă, o situație care cere subiectului să ia o anume atitudine sau decizie, utilizând resursele cognitive proprii sau apelând la alte surse. 
Interogarea are trei mari direcții de orientare și o gamă nesfârșită de conținuturi posibile. 
1-Subiectul se poate întreba pe el însuși cum anume să afle sau să facă ceva, și tot el poate încerca să răspundă la întrebare.
2-Subiectul își poate întreba semenul sau semenii direct disponibili, în ce fel să rezolve o anume nevoie sau stare problemă.
3-Subiectul nu pune întrebarea cuiva determinat, ci caută să exploreze toate sursele de informații la care are acces direct sau imediat, prin intermediul semenilor.
Întrebarea este o stare operantă complicată a unui sistem informațional, ea implică capacitatea acestuia de a identifica sau construi o stare problematizantă, de asemeni implică identificarea rezolubilității sau irezolubilității ei principiale și în final presupune declanșarea unei acțiuni rezolvante urmată de acțiunea utilizantă de soluție.
Întrebările autentice apar numai în bio sistemul informațional om, dotat cu proprietatea conștienței, cu un limbaj natural și eventual limbaje specializate, metabolism generator de stări problematizante transformabile în întrebări, potențial interactiv cu ambientul și potențial intelectiv, formulant explicit de întrebări, furnizor de răspunsuri și satisfiant de nevoi.
Se pot realiza schimburi de informații de tip întrebare-răspuns și în sistemele informaționale create de om, unde se pot simula stări interogante și stări furnizante de informații specifice, dar asemenea întrebări nu provin dintr-o conștiență interogantă și nu sunt relaxate într-o conștiență primitoare sau furnizoare de răspunsuri. Întrebările modelabile pe calculator aparțin unor algoritmi specific procesanți, ele sunt de fapt declanșări de rutine operante specifice sau accesări de informații disponibile sistemului.
Probabil odată cu evoluția programelor generatoare de inteligență artificială, calculatoarele vor deveni cândva în viitor capabile să își pună singure întrebări complicate și tot singure să și răspundă la ele. Când se va întampla așa ceva sistemele informaționale probabil vor avea și ele o anume conștiență de sine și de ambient, devenind capabile de acte intențional cognitive.
Întrebarea este fundamentul oricărei cunoașteri umane, fără interogare individul nu identifică explicit o nevoie specifică de informații și nu declanșează demersurile dobândirii și utilizării ei.